# Roy Essandoh
Roy Kabina Essandoh (* 17. Februar 1976 in Belfast, Nordirland) ist ein nordirischer ehemaliger Fußballspieler. Er ist auch im Besitz der ghanaischen Staatsbürgerschaft.

## Leben
Roy Kabina Essandoh hatte einen Vater aus Ghana und eine Mutter aus Nordirland. Er verbrachte den größten Teil seiner Kindheit in Ghana, wo sein Vater als Gynäkologe tätig war. Als die Ehe seiner Eltern zerbrach, folgte er seiner Mutter nach Belfast. In Irland wurde er 1989 von einem Talentscout des FC Glentoran bei einem Schülerturnier an seiner Schule entdeckt. Als großer und athletischer Stürmer verbrachte er den größten Teil seiner Karriere in den unteren Ligen des englischen Profifußballs. Essandoh lebt heute mit seiner Frau in Cambridge und arbeitet dort als privater Fitnesstrainer.

## Karriere
1995 startete Roy Essandoh seine Profikarriere als Stürmer unter Trainer Alex McLeish beim schottischen Erstligisten FC Motherwell. Als er nach zwei Jahren bei Motherwell den Durchbruch nicht schaffte, unterschrieb er einen dreimonatigen Probevertrag beim schottischen Drittligisten FC East Fife. Nach fünf Spielen ohne Tor wechselte er 1998 zum österreichischen Zweitligisten VSE St. Pölten, aber nach drei Spielen verletzte er sich schwer am Knie, woraufhin sein Vertrag mit St. Pölten aufgelöst wurde. Nach seiner Genesung vermittelte die nordirische Fußballlegende Jimmy Nicholl Essandoh nach Finnland, vorerst zum kleinen JJK Jyväskylä, wo er eine recht erfolgreiche Saison spielte und so die Chance bekam, zum weitaus größeren finnischen FC Vaasan PS zu wechseln. In Vaasa erlebte er seine bisher erfolgreichste Zeit. Mit dem Club wurde er zweimal Zweiter in der Liga und konnte 1999 den finnischen Pokal gewinnen. Als im Jahr 2000 sein Vertrag auslief, beschloss er, sein Glück in England zu versuchen.
Er absolvierte Probetrainings bei Luton Town, Swindon Town und Wigan Athletic. Bei Rushden & Diamonds konnte er schließlich einen Probevertrag ergattern, aber nach zwei Spielen ohne Torerfolg wurde dieser nicht verlängert. Sein Spielerberater machte den arbeitslosen Essandoh auf einen Teletext-Bericht über eine außergewöhnliche Stürmersuche der Wycombe Wanderers aufmerksam. Hintergrund war, dass die Wanderers im Viertelfinale des FA Cups standen. Sechs Stürmer der Stammmannschaft waren aber verletzt. Die Offensive musste dringend verstärkt werden, um das wichtige Spiel zu bestreiten. Aus dieser Not bat der damalige Wycombe-Trainer Lawrie Sanchez seinen Pressesprecher, einen Stürmer über die offizielle Vereinshomepage zu suchen. Diese ungewöhnliche Aktion registrierte die BBC, die den Vorgang unter den Sportschlagzeilen auf ihrer Teletextseite brachte.
Roy Essandoh meldete sich laut Trainer Sanchez als Einziger und erhielt einen zweiwöchigen Probevertrag. Zehn Tage später beim Viertelfinalspiel gegen den Erstligisten Leicester City nutzte der Stürmer seine Chance: Beim Stand von 1:1 wurde er in der Verlängerung eingewechselt und erzielte per Kopf das Siegtor. Daraufhin wurde der Stürmer bei der Ankunft in Wycombe von vierzigtausend Fans gefeiert und erhielt einen Vertrag bis Saisonende. Von den Wycombe-Wanderers-Fans gilt er seither als All-Time-Hero. Am Saisonende wurde der Vertrag jedoch nicht verlängert.
Trotzdem avancierte Roy Essandoh aufgrund seines Rufs zum beliebten Spieler für Kurzzeit-Engagements. In den folgenden sieben Jahren wechselte der Stürmer zehn Mal den Verein und tingelte dabei zwischen der vierten bis zur sechsten englischen Liga. Einzig während seines Engagements bei Gravesend & Northfleet erregte sein Name auf der Abrufliste für das Länderspiel von Nordirland gegen Österreich noch einmal eine gewisse Aufmerksamkeit. 2001 war Essandoh auch bei der ghanaischen Nationalmannschaft im Gespräch.
Als Lawrie Sanchez, inzwischen Trainer der nordirischen Fußballnationalmannschaft, im Oktober 2004 ein weiteres Mal viele verletzungsbedingte Ausfälle auf den Stürmerpositionen hatte, erinnerte er sich an Essandoh und berief ihn „auf Abruf“ für das Weltmeisterschaftsqualifikationsspiel gegen Österreich. Sanchez begründete seine Entscheidung, einen Fünftligaspieler zu berufen, damit, dass Roy Essandoh für seinen Verein Gravesend & Northfleet in den letzten vier Monaten 11 Tore in 15 Spielen erzielt hatte. Außerdem sei Essandoh immer für ein Tor gut.
Am 29. August 2010 unterschrieb er überraschend einen Vertrag beim St. Neots Town FC. Nach zwei Halbjahresengagements in Braintree und Bury beendete er seine Karriere.

## Erfolge
- 1 × Finnischer Cup-Sieger: 1999
- 1 × FA Cup – Halbfinalist: 2001
- 2 × Einberufung in die nordirische Fußballnationalmannschaft